# Númenor
Númenor (anglicky Númenor) neboli Elenna-nórë je fiktivní země ve fantasy světě J. R. R. Tolkiena, inspirovaná příběhem o bájné Atlantidě. Název pochází z quenijského Númenórë, tedy Západní země. Tolkien uvádí také anglický název Westernesse, v českém překladu Západní říše; v jazyce Númenorejců samotných znělo jméno Anadûnê.

## Dějiny
Númenor byl královstvím Númenorejců, které se nacházelo na ostrově ve Velkém moři, mezi Středozemí a Amanem. Země byla vyzdvižena z moře jako dar lidem, kteří zůstali věrni ve válce proti Temnému pánu Morgothovi, a proto je také někdy nazývána Andor, Darovaná země (v númenorském jazyce Yôzâyan). Říkalo se jí též Elenna (K hvězdám), protože Dúnadané k ní byli navedeni Eärendilovou hvězdou a protože ostrov měl tvar pěticípé hvězdy. Uprostřed ostrova byla hora nazývaná Meneltarma, na níž se nacházelo místo zasvěcené Eru Ilúvatarovi. Největším a hlavním městem Númenoru byl Armenelos.

### Šťastná léta
První králem Númenoru se stal Elros, syn Eärendilův, který přijal jméno Tar-Minyatur („První král“). Za jeho vlády (mezi lety 32 a 442 Druhého věku) a vlády jeho potomků se lidé stali mocnou rasou. První lodě z Númenoru do Středozemě vypluly v roce 600 Druhého věku za panování Tar-Elendila. Nejstarší Tar-Elendilova dcera, Silmarien, měla za syna Valandila; z něj pocházeli Páni z Andúnië, rod, jehož potomkem byli také Amandil a Elendil.
Král Tar-Meneldur si jako první uvědomil, že se ve Středozemi znovu pohnul zlý duch. Šestý král, Tar-Aldarion se vydával často do Středozemě, rozešel se se svou manželkou Erendis a zanechal jediné dítě, dceru. Ta se stala první vládnoucí královnou a přijala jméno Tar-Ancalimë. V historii Númenoru pak existovaly ještě dvě další vládnoucí královny.
Tar-Minastir poslal na pomoc vojsko Gil-galadovi v první válce s temným pánem Sauronem. Za jeho syna Tar-Ciryatana se objevily první stíny na blaženosti Númenoru.

### Temné roky
Valar na počátku Númenorejcům zakázali plavit se na západ z dohledu břehů Númenoru, aby lidé neupadli do pokušení hledat Blaženou říši a aby nezatoužili po nesmrtelnosti Valar a Eldar. Postupem času ale Númenorejci začali proti zákazu Valar reptat a marně hledali způsoby, jak získat věčný život, který jim byl podle jejich názoru odepřen. Neodvažovali se však proti Valinorským pánům vystoupit otevřeně, a tak se alespoň dychtivě oddáváli radovánkám života. Rostli v moci a nádheře, své lodě kormidlovali na východ a kolonizovali rozsáhlá území ve Středozemi, Haradu a ostatních oblastech světa, nejprve jako přátelé tamějších obyvatel, později jako vládci a tyrani. Brzy se Númenor stal mocnou námořní říší, s kterou se nikdo nemohl poměřovat. Jen někteří z Númenorejců, kteří se označovali jako „Věrní“ (Dúnedain), zůstali oddáni Valar a setrvávali v přátelství s elfy. Zbytek populace se stal součástí Královských Númenorejců (Ar-Adûnâim), kteří pokračovali v kolonizování, podmaňování a utlačování zemí na východ.
Král Tar-Atanamir Velký jako první začal vybírat poplatky od středozemských lidí a odmítl se vzdát žezla ve prospěch svého syna, dokud nezemřel. Byl také pyšný a žádostivý a otevřeně mluvil proti Valar a Eldar.
Za krále Tar-Ancalimona se populace Númenoru oficiálně rozdělila na Královské a Věrné. Populace věrných se udržela pouze v regionu Andustar a Královští se chopili moci.
Po králi Tar-Calmacilovi přijímali panovníci jména v númenorském (neboli adûnajském) jazyce. Jméno 20. krále, Ar-Adûnakhôra, bylo navíc podle Věrných rouhavé, neboť znamenalo „Pán Západu“. Za tohoto panovníka bylo také zakázáno používání elfských jazyků.
24. král, Ar-Inziladûn litoval způsobů svých předchůdců, změnil si jméno na Tar-Palantír a toužil po obnově přátelství s Eldar. Po jeho smrti se však s jeho dcerou, jež se měla stát čtvrtou vládnoucí královnou, protiprávně oženil Ar-Pharazôn a uchvátil žezlo.
Roku 3255 druhého věku vyplul Ar-Pharazôn do Středozemě, aby se střetl se Sauronem. Sauron se, tváří v tvář moci Númenorejců, poddal, byl zajat a odvezen na Númenor. Brzy se však stal královým rádcem a sliboval Númenorejcům věčný život, pokud budou uctívat Melkora. Ar-Pharazôn proto vztyčil obrovský, Melkorovi zasvěcený chrám, v němž byly nabízeny lidské oběti.
Také strom Nimloth, o němž se říkalo, že je jeho osud spojen s osudem králů, byl sťat a spálen jako oběť Melkorovi. Isildur však, s nasazením života, zachránil jeden z plodů Nimlothu a Věrní tajně vypěstovali nový strom, který se později stal Bílým stromem Gondoru.

### Zkáza Númenoru
Když Ar-Pharazôn zestárnul, začal se obávat smrti a Sauron poznal, že přišla jeho chvíle. Nabádal krále, ať si napadne Valar a získá pro sebe věčný život. Ar-Pharazôn se nechal zlákat a postavil velkou námořní armádu, s kterou roku 3319 Druhého věku vyplul na západ. Vylodil se v Amanu a vojsko pochodovalo na město Valimar. Manwë, pán mezi Valar, volal k Ilúvatarovi, který proměnil tvář světa. Mezi Númenorem a Zeměmi neumírajících se otevřela propast, svět se otřásl a Númenor se potopil. Sauron přišel o své smrtelné tělo, a tak i o svou schopnost brát na sebe sličnou a okouzlující podobu. Aman i Tol Eressëa byly navždy odňaty ze světa, jenž změnil svůj tvar a stal se zakřiveným.
Amandil, vůdce Věrných, se vydal prosit Valar o milost, avšak jeho osud není znám. Amandilův syn Elendil, jeho synové a jejich následovníci nicméně unikli z bortícího se ostrova a hnáni prudkým západním větrem dopluli do Středozemě, kde založili království Gondor a Arnor.
Vyhnanci na mořských březích pak už nemluvili o Númenoru, nýbrž jej v quenijštině označovali jako Atalantë, „Padlá“ (podobnost se jménem Atlantida je zřejmá; Tolkien sám však prohlásil, že na tento název přišel šťastnou náhodu, odvozením od quenijského kořenu s významem „padlý“). Jiná označení pro padlý Númenor jsou Mar-nu-Falmar („Země pod vlnami“) a Akallabêth („Padlá“ v Adûnajštině).
Celý příběh o vzestupu a pádu Númenoru se vypráví v Akallabêth.

## Geografie

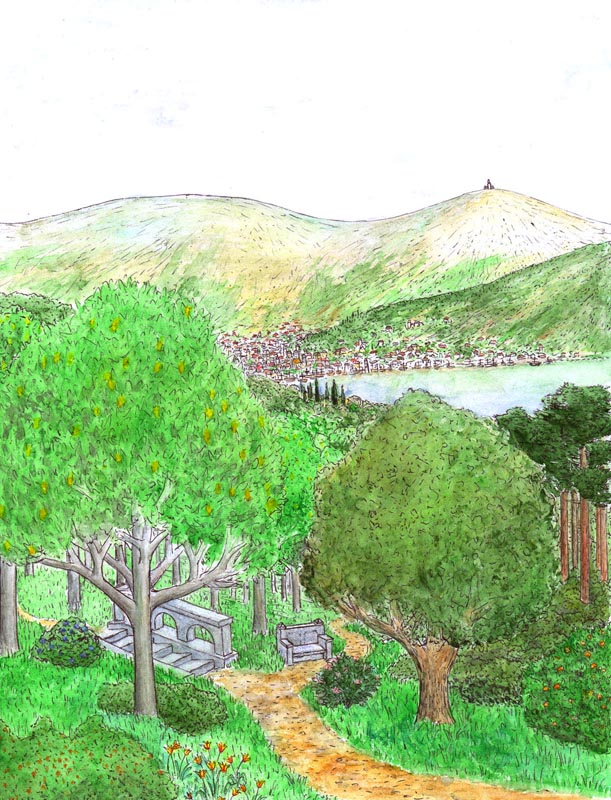
Kraj Nísimaldar na ilustraci Matěje Čadila

Númenor byl poměrně velkým ostrovem uprostřed Velkého moře. Byl vytvarován do podoby pěticípé hvězdy, přičemž každý z výběžků byl geologicky i vzhledově specifický. Ostrov byl rozdělen do šesti oblastí:
- Forostar (Severní země)
- Andustar (Západní země)
- Hyarnustar (Jihozápadní země)
- Hyarrostar (Jihovýchodní země)
- Orrostar (Východní země)
- Mittalmar (Vnitrozemí)

### Hory
Uprostřed ostrova se tyčila vysoká hora známá jako Meneltarma (Nebeský pilíř), jejíž vrchol byl zasvěcen uctívání Eru Ilúvatara. Dolní svahy byl mírné a travnaté, směrem vzhůru se však zvedala stále strměji a pod temenem se nedala zlézt; nahoru však vedla spirálovitá silnice, která začínala na úpatí na jihu a končila pod okrajem temene na severu. Temeno samotné bylo již poněkud zploštělé, nikdy však na něm nebyla vybudována žádná stavba, ani na něj nebyl vynesen nástroj či zbraň. Nahoře na temeni směl mluvit pouze král, což činil třikrát do roka, při svátcích Erukyermë, Erulaitalë a Eruhantalë. Říkalo se, že za jasných dnů mohou ti, kteří mají dobrý zrak, spatřit v dálce elfský přístav Avallónë na ostrově Tol Eressëa. V něm byli usídleni Eldar, kteří přežili Válku o Klenoty v Beleriandu. Na jižním úpatí hory leželo údolí hrobek zvané Noirinan.
Kromě Meneltarmy nebyl Númenor příliš hornatý. Jen na severu Forostaru se zvedala skalnatá vysočina, v níž se nacházel Sorontil, sídlo mnoha orlů. Útesy se nacházely také na západě a na jihu Hyarnustaru. Andustar byl na severu skalnatý a také na severu Orrostaru se zvedala vysočina.

### Řeky
Na Númenoru byly pouze dvě řeky: Siril (hlavní řeka v zemi), jehož tok začínal na Meneltarmě a končil v malé deltě poblíž vesnice Nindamos, a Nunduinë, která se vlévala do moře v zátoce Eldanna, poblíž přístavu Eldalondë. Nunduinë cestou tvořila malé jezero Nísinen obklopené sladce vonícími keři a květinami. Kromě Sirilu a Nunduinë se na Númenoru nacházely pouze krátké bystřiny kvapící k moři.

### Oblasti
Vnitrozemí bylo z největší části pasteveckým krajem, na jihozápadě plným travnatých kopečků. Východní část Mittalmaru byla od zbytku oddělena a nazývala se Arandor, Králova země. Vždy byla nejlidnatější částí Númenoru a obsahovala města Rómenna a Armenelos. Zde se také nacházela Meneltarma.
Nejméně úrodný byl Forostar, Severní země, jenž byl kamenitý; z moře tam čněly mohutné útesy. Také Andustar, Západní země, byl na severní části skalnatý a pokrytý vysokými jedlovými lesy. V těchto místech ležela také zátoka Andúnië (Západ slunce) se stejnojmenným přístavem. Jižní část Andustaru byla naopak velmi úrodná, s četnými lesy. Mezi výběžky Andustarem a Hyarnustarem (Jihozápadní zemí) se v zálivu Eldanna nacházel Zelený Eldalondë, nejkrásnější z númenorských přístavů. Byl tak pojmenován, neboť byl obrácen k Tol Eressëi a v prvních dnech tam nejčastěji připlouvaly rychlé lodě Eldar. V této oblasti rostly stálezelené a vonné stromy přivezené ze Západu a skýtaly Númenorejcům velké potěšení. Hyarnustar byl ve své západní části hornatý, takže se na západě a jihu nacházely velké útesy. Východní část však byla teplá a úrodná, plná vinic. Orrostar měl chladnější podnebí, ale před studenými větry ze severozápadu jej chránila vysočina zvedající se na konci výběžku. Ve vnitrozemí Orrostaru se pěstovalo hodně obilí.

## Flóra a fauna
Jednotlivé části Númenoru byly často typické svými rostlinami a stromy. Severní část Andustaru byla pokryta jedlemi, jižní část vynikala březovými a bukovými lesy na náhorních plošinách a dubovými a jilmovými porosty v údolích. Východní část Hyarnustaru byly známá díky svým vinicím a vnitrozemí Orrostaru proslulo pěstováním obilí, zejména v kraji blízko hranice Arandoru.

### Vzácné stromy
Na Númenoru bylo také možné nalézt mnoho druhů flóry, která se nevyskytovala nikde jinde ve Středozemi. To bylo zapříčiněno zejména tím, že velkou část z nich byla darovali Númenorejcům připlouvající Eldar. Nejdůležitější z těchto darů byl Bílý strom, který rostl v králově paláci v Amenelosu. Později se stal symbolem lidské rasy, v Númenoru, v Arnoru i v Gondoru.
Jiné stálezelené stromy a vonící stromy rozkvétaly zejména v okolí Eldalondë, v oblasti zvané Nísimaldar, Vonné stromoví. Byly často připomínány v pověstech a písních, neboť se zřídka vyskytovaly na východ od Númenoru. Nejproslulejšími jsou:
- oiolairë
- lairelossë
- nessamelda
- vardarianna
- taniquelassë
- yavannamírë

Všechny tyto stromy rozkvétaly také v jiných částech Númenoru, i když ne tak hojně. Existoval však strom, jenž rostl jen v oblasti Nísimaldar: mohutný malilornë, který zde po pěti staletích dosahoval skoro takového vzrůstu jako na samotné Eressëi. Měl stříbřitou a hladkou kůru, listy se podobaly bukovým, ale byly větší, na rubu stříbřité a na líci bledězelené. Listy opadávaly v létě, kdy strom zlatě rozkvétal, takže háj malilornů míval zlatavý koberec a zlatou střechu. Tar-Aldarion věnoval několik jejich plodů lindonskému králi Gil-galadovi, který je předal své příbuzné Galadriel. V Galadrielině zemi Lothlórien se pak malilorny uchytily a vzkvétaly, i když ne v takové výšce a objemu jako na Númenoru.
Na Hyarrostaru rostla hojnost stromů všeho druhu a mezi nimi laurinquë, který se lidem líbil pro své dlouhé hrozny žlutých kvítků. Někteří, kdo slyšeli o valinorském Laurelinu, Zlatém stromu, věřili, že pochází od něj, avšak nebylo tomu tak. V Hyarrostaru se od dob Tar-Aldariona rovněž nacházely plantáže na dřevo pro stavbu lodí.

### Ptáci
Ze zvířat byli na Númenoru nejpočetnější mořští ptáci, kteří žili na Númenoru v nespočetných spoustách. Pokaždé, když se nějaká loď blížila k ostrovu, ptáci ji radostně vítali ve velkých hejnech, jelikož nikdy nebyli zabíjeni a rušeni. Někdy doprovázeli mořeplavce i na jejich cestách směrem k Středozemi.
Ptáci žili také ve vnitrozemí: od drobných šarlatových kirinki, kteří pípali na hranici slyšitelnosti, až po mocné orly. Ti byli považováni za posvátné ptáky Manwëho a byli chováni v úctě, dokud nenastaly dny zla. Dva tisíce let, od Tar-Minyatura až po Tar-Ancalimona, žil jeden pár orlů na vrcholku věže královského paláce.

## Společnost

### Doprava
Númenorejci velmi milovali koně a libovali si, když se na nich mohli přemisťovat z místa na místo. Všechen lid koně miloval, dopřával jim dobré ustájení a zacházel s nimi uctivě. Koně byli vycvičeni, aby mohli být v případě potřeby přivoláni na velkou vzdálenost; říká se, že pokud mezi člověkem a koněm existoval opravdu láskyplné vztah, mohli být přivoláni dokonce pouhou myšlenkou.
Z tohoto důvodu byly cesty na Númenoru většinou nedlážděné, vybudované hlavně pro usnadnění jízdy na koni. Vozy a kočáry se v prvních letech používaly pouze zřídka a těžké náklady se přepravovaly pomocí lodí. Hlavní silnice vedla z největšího přístavu Rómenny do královského Armenelosu, odtamtud do Noirinanu a k Meneltarmě. Později byla prodloužena do Ondosta ve Forostaru a až přístavu do Andúnië. Používala se zejména pro dopravu stavebních materiálů, tedy kamene z Forostaru a dříví z Andustaru.

### Řemesla
Edain si na Númenor přivezli znalost mnoha tradičních řemesel, jež provozovali jejich otcové a předchůdci, a také se poučili z učenosti Eldar. Ze Středozemě si s sebou nemohli vzít příliš věcí; většinou to byly poklady, které se na ostrově rychle staly vzácnými, neboť kvůli nepřítomnosti zlata, stříbra a drahých kamenů nebylo možné vyrábět nové. Milovali je pro jejich krásu a v pozdějších letech, kdy na Númenorejce padl Stín, jednali kvůli drahým kovům pyšně a zištně s lidmi ze Středozemě.
I obyčejné kovy byly na Númenoru vzácnými, dokud nevzrostla obratnost Númenorejců v jejich dolování, tavbě a kovářství. Rozšířily se zejména věci ze železa a z mědi, většinou mírumilovné náčiní a nářadí.

### Zbraně
Zbraně se příliš nevyráběly, a pokud ano, pak k ceremoniálním účelům. Král a náčelníci vlastnili meče zděděné po otcích; králův meč se nazýval Aranrúth. Pro králova dědice se někdy vyráběl nový meč, předávaný v den, kdy mu byl udělen titul.
Sekery, oštěpy a luky se v té době používaly zejména pro sportovní účely. Zejména střelba z luku pěšky i na koni patřila mezi oblíbené kratochvíle. V pozdějších letech, kdy Númenorejci válčili ve Středozemi, výroba zbraní stoupla. Největší respekt vzbuzovaly právě jejich luky a šípy s ocelovými hroty.

### Mořeplavba
Silní númenorští muži si ze všeho nejvíc oblíbili moře: plavali v něm, potápěli se, veslovali či plachtili. Nejotužilejšími z nich byli rybáři, kteří žili mezi bažinami a jezery u ústí Sirilu. Ryby byly pro Númenorejce vždy hlavním zdrojem potravy a všechna velká města vznikala na pobřeží.
Z rybářů většinou pocházeli mořeplavci, kteří postupem let nabývali na vážnosti. Trvalo dlouho, než se Númenorejci odvážili sami na otevřené moře. Avšak jejich stavitelé lodí, vyučení u Eldar, stále zdokonalovali svá plavidla a pluli s nimi dál a dál do hlubokých vod. Šest set let od počátku Druhého věku dokázal Vëantur, kapitán královských lodí za vlády Tar-Elendila, doplout až do Středozemě. Svou loď Entulessë (Návrat) dopravil do Mithlondu a zpátky. Od té doby se stala mořeplavba hlavním podnikáním dobrodružných númenorských mužů. Aldarion, jenž se oženil s Vëanturovou dcerou, pak vytvořil Cech podnikavých, v němž se angažovali všichni zkušení námořníci.
Númenorejci pokračovali ve zdokonalování svých schopností v mořeplavbě a lodí, a po nástupu Tar-Ancalimona na trůn se z Númenoru stala námořní Supervelmoc, jejíž lodě byly schopné proplout celý svět a přes své námořnictvo si Númenor vytvořil masivní impérium směrem k východu, kdy dominoval Středozemi, Haradu, Rhûnu a i ostatním regionům Ardy.

### Kolonie Númenoru
Během své existence Númenor dobyl rozsáhlá území a vytvořil velké množství kolonií na východ. Jména všech kolonií nejsou známa, ale mezi nejznámější patří: 
Vinyalondë - První založená kolonie Númenoru. Město bylo vybudováno v ústí řeky Gwathló a jeho primární funkcí byla těžba dřeva pro stavbu lodí. Brzy se stal nejvýznamnější a největší kolonií a městem na severu Středozemě. I přesto že kolonie neměla žádné vojenské účely, byla jednou z nejsilnějších kolonií Númenoru ve Středozemi (po Umbaru a Lond Ernilu). Vinyalondë se připojilo do války proti Sauronovi na pomoc Eregionu a Lindonu a v pozdějších letech, během nadvlády Ar-Adûnâim se společně s Pelargirem stal útočištěm pro Věrné Númenorejce - Dúnadany. 
Lond Daer - původně Vinyalondë, vznikla poté co kolonie expandovala hlouběji do Eriadoru a podél jeho pobřeží. Z koloniální osady se stalo koloniální území a Vinyalondë se stalo jeho hlavním městem. Poté co se kolonie rozšířila do celého Minnhiriathu a většiny Enedwaithu a po spojení s Tharbadem do jednoho celku byla kolonie přejmenována na Lond Daer Enedh. Tato kolonie se po nástupu krále Ar-Pharazona stala hlavním útočištěm Dúnadanů a hrdě se jich ujala. Po pádu Númenoru a příjezdu Elendila a jeho lidu se kolonie s hrdostí podrobila Elendilovi a přijala ho za svého velekrále, a byla připojena do území nově vzniklého Arnoru. 
Tharbad - Historicky druhá kolonie Númenoru, vybudována na řece Gwathló hlouběji do vnitrozemí Eriadoru. Fungovala taktéž jako kolonie pro těžbu dřeva, ale na rozdíl od Vinyalondë byla kolonie Tharbadu často pod útokem místních lidí z Gwaithuirim, kteří Númenorejce nenáviděli za to že jim káceli stromy z lesů  Minnhiriathu a Enedwaithu, ve kterých žili v míru. Násilí mezi oběma stranami skončilo po spojení Tharbadu s Lond Daerem a vzniku Lond Daer Enedhu, avšak nenávist Gwaithuirimů proti Númenorejcům přetrvala až do Třetího věku. 
Lond Angren - Kolonie založená poblíž ústí řeky Isen západně od Bílých hor. Jejím územím byla země Angrenu (Angren Vale) a její funkce je neznámá, pravděpodobně byla jen přístavním městem. Po pádu Númenoru se nepřipojila do království Dúnadanů ve vyhnanství, ale byla později anektována Gondorem. Během války o prsten je její status neznámý a nijak do války za Gondor nezasahovala, a tak je možné, že byla samostatná dlouho před válkou o Prsten. 
Ras Morthil - Kolonie na území Ondonórë, v regionu Anfalas, zde se převážně těžil Gondorský kámen. Po pádu Númenoru se stala součástí Gondoru, a společně s panstvím Pinnath Gelin se stala součástí Gondorského regionu Anfalas. Během Třetího věku byla často pod útokem Černých Númenorejců, Castamirových stoupenců a Korzárů z Umbaru a proto nemohla během Války o Prsten poslat pomoc do Minas Tirith. 
Edhellond - kolonie pojmenovaná podle stejnomenné země na jihu země Ondonórë, budoucího království Gondoru. Tato kolonie se později s touto zemí spojila do jednoho celku a stala se jedním velkým územím pod kontrolou Númenoru. Později se tato kolonie připojila do království Gondoru.  Stejně jako Ras Morthil, i tato kolonie byla sužována útoky Korzárů, Castamirových stoupenců a Černých Númenorejců z jihu, a její slabost ji nedovolila pomoci posádkám v Osgiliathu a Minas Tirith 
Lond Ernil (Dol Amroth) - Druhá nejsilnější kolonie Númenoru ve Středozemi. Tato kolonie vznikla na území místních elfů z Nandor, kteří je s radostí přijali mezi sebe a vytvořili prosperující kolonii. Po pádu Númenoru se stala součástí Gondoru a hrdě za Gondor bojovala i do války o prsten, kdy její Kníže Imrahil vedl vojsko z Dol Amrothu na pomoc Minas Tirith a dokonce až k Bitvě u Morannonu. 
Pelargir - Nejjižnější kolonie Věrných Númenorejců ve Středozemi a významný přístav Númenoru ve Středozemi. Na rozdíl od ostatních jmenovaných kolonií nebyla tato kolonie založená Númenorem, ale přímo Věrnými Númenorejci, kteří opustili Númenor. Po jeho pádu bylo město největším přístavem Gondoru a fungovalo jako centrum Gondorského námořnictva. Během občanské války v Gondoru se ho ale zmocnili Castamirovi stoupenci a skrze něj obsadili hlavní město Gondoru Osgiliath, než společně s celým námořnictvem opustili Pelargir. Pelargir byl poté pouhým stínem své slávy a byl několikrát dobyt Černými Númenorejci a Korzáry z Umbaru, kteří ho během Války o Prsten měli pod svou kontrolou. 
Umbar - Třetí historicky založená kolonie Númenoru, která byla námořně a vojensky nejsilnější ze všech kolonií Númenoru. Jednou z nejsevernějších kolonií Královských Númenorejců, jejíž území sahalo na sever až po řeku Poros. Umbar se odmítl připojit ke Gondoru a místo toho se proti němu postavil. Společně s Černými Númenorejci, Castamirovými stoupenci, Haradskými a Korzáry z Umbaru bojoval Umbar proti Gondoru po celý Třetí věk. 

Další z jmenovaných kolonií Númenoru, ať už z expandovaných zdrojů nebo od Tolkiena samotného, jsou: 
Kolonie Věrných Númenorejců: Gobel Tolfalas, Andrast, Linhir, Tarnost, Lond Galen, Lond Enedh, Annon Baran, Allimir, Edhellas, Enerond, Faranel, Rhovanduin, Endrist, Ganderch, Mirion, Orchelor a Endroth.
Kolonie Královských a Černých Númenorejců: Tol-Uyalgaer, kolonie na Osamocených ostrovech, Gobel Mirlond, Gobel Ancalimon, Pellardur, Erelond, Bozisha-Dar, Barad Carannün, Pharazâin, Bellakar, Thâni-Hazad, An-Balkûmagân,  Gimilthâni, Zimrathâni, Kharadûne, Tantûrak, Mûmakan, Kôronânde, Azrûkadar, Drêl, Tûr Betark, Kôsth Lêr, Kôdya, Vulmaw, Kyvinâr, Nen Umbar, Tol Glingal, Kykûrian Kyn, Ard, Talathrant, Nappalassë, Dôlguzagar, Hennderch, Hyarastor, Hatholdir, Hyarastorni, Ilmandur, Elorna, Hyarn, Anarikê, Sakalan, Ciryatandor, Tûlwang, Mîrëdor, Mîredoric, Hyaraic, Haradaic, Mistalondë, Forondir, Tirramarth a Pél.

## Zajímavosti
- Idea Númenoru v Tolkienově mysli poprvé vyvstává v období psaní Ambarkanty, tedy v první polovině 30. let 20. století.

- Původním označením pro Númenor bylo slovo Númenos. Později toto jméno použil Tolkien jako název hlavního númenorského města a nakonec jej vyškrtnul úplně.

- Podle Karen Wynn Fonstad, autorky Atlasu Středozemě, měl ostrov rozlohu 167 961 čtverečních mil.